# 吉利自由艦
吉利自由艦（Geely Free Cruiser；研發代號：CK-1），是中國民營汽車製造商吉利汽車與韓國大宇國際株式會社聯合開發的一款小巧、輕量、經濟效益取向的家庭轎車。該車於2005年1月28日下線，2005年10月14日，被頒發「汽车科技典范奖」。2008年3月，該車於烏克蘭基輔車展上，榮獲「烏克蘭汽車市場最新發現產品獎」。
1. ↑  . 專汽之都.   [2021-11-21]. （原始内容存档于2021-11-21）.